# Khôl
Ne doit pas être confondu avec Khol (homonymie).
Pour les articles ayant des titres homophones, voir Colle (homonymie), Colle (prépa) et Kohl.

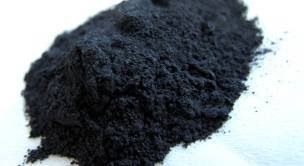
Poudre de khôl

Le khôl, kohol ou kohl (en arabe : كحل, kuḥl, en égyptien ancien : mesdemet) est une poudre minérale autrefois composée de sulfure de plomb ou de sulfure d’antimoine, utilisée soit à titre cosmétique soit thérapeutique. Elle fut aussi composée dans le passé d'un mélange de plomb sous forme de galène, de soufre et de gras animal, voire de bois brûlé ou de bitume, utilisée pour maquiller ou soigner les yeux.
Le khôl peut être noir ou gris, selon les mélanges qu'il contient.
Si le khôl est maintenant théoriquement utilisé sans plomb toxique en tant que cosmétique pour souligner le tour de l'œil, des intoxications graves par le plomb sont encore constatées à la suite de l'usage de khôl contenant du sulfure de plomb,,,.
Le khôl semble d'ailleurs avoir autrefois surtout eu un objectif médicinal, sa toxicité ayant une fonction biocide. Il a même peut-être été le premier antibiotique composé de molécules chimiques synthétisées par l'homme, il y environ 4 000 ans.

## Étymologie et dénominations

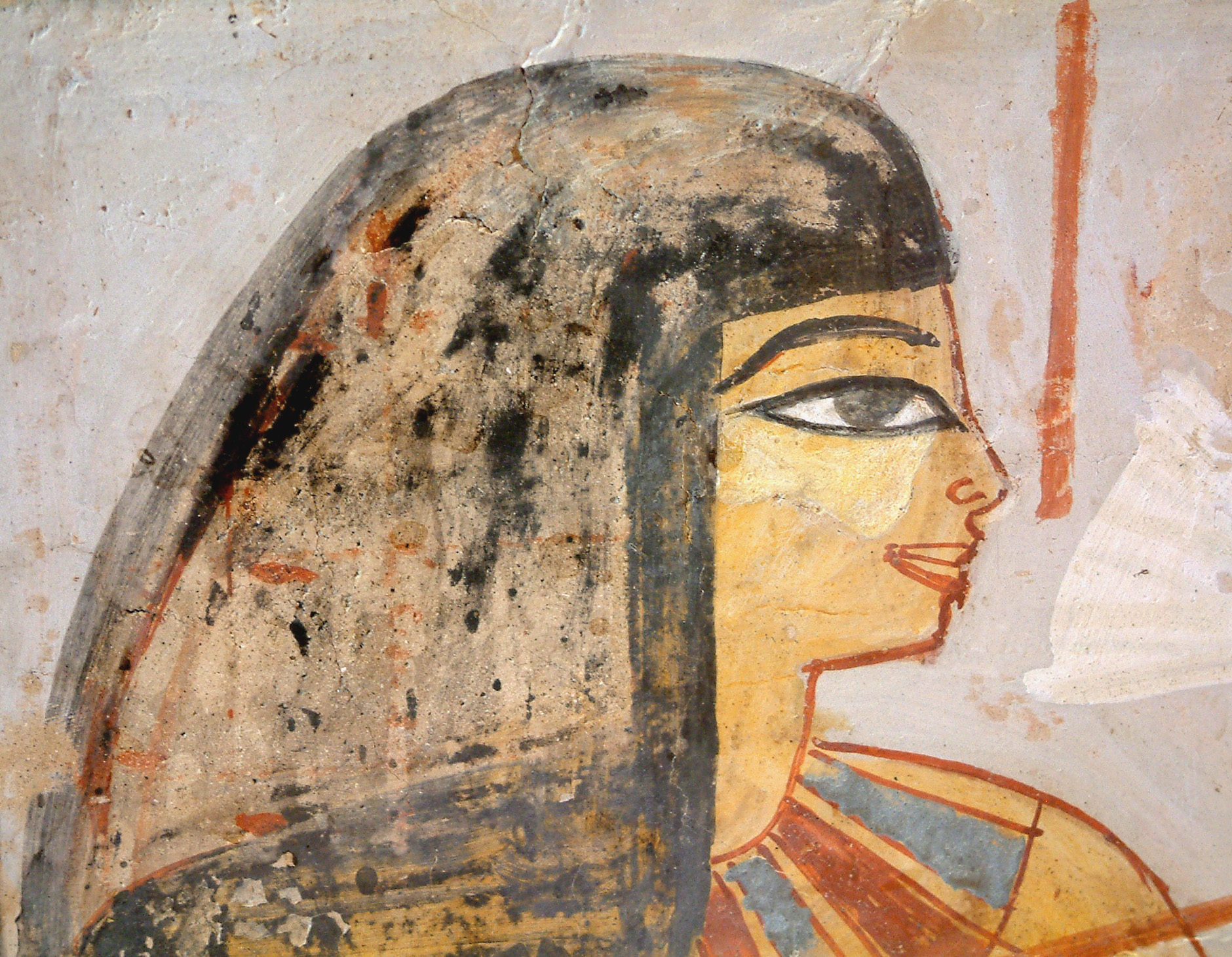
Égyptienne aux yeux fardés de mesdemet (Musée du Louvre)

Le mot khôl provient de l’arabe كحل kuḥl (« antimoine, collyre à l’origine à base de poudre d’antimoine »), emprunt à l'araméen ܟܘܚܠܐ (kuḥlā), lui-même issu de l'akkadien guḫlu qui désigne l'antimoine. La racine sémitique k-ḥ-l désigne notamment en hébreu l'acte d'appliquer du fard et est à l'origine du mot hébreu כחול kaḥol « bleu », la couleur du fard étant parfois bleutée. Le mot espagnol et portugais azul signifiant « bleu » pourrait avoir un lien avec la racine chamito-sémitique donnant les termes hébreu kaḥol, arabe kuḥl et berbère taẓult.
En égyptien ancien, le mot utilisé pour désigner ce fard est mesdemet (msdmt),, terme qui revient très fréquemment dans les inscriptions de l'Égypte pharaonique,. Le mot mesdemet aurait comme origine l’expression « rendre les yeux parlants, expressifs » (de mistim ou stim : « qui rend les yeux parlants »), étymologie qui souligne le fait que les fards égyptiens étaient, à une époque, noirs. En hiéroglyphes, msdmt s'écrit d'un œil souligné d'un trait : 𓁼.
Il est appelé ⲥⲧⲏⲙ stēm en copte, στίμμι stímmi ou στίβι stíbi en grec ancien et stibium en latin, tous ces termes étant dérivés de l'égyptien ancien msdmt,. Le terme arabe إثمد iṯmid (ithmid), qui désigne l'antimoine, provient lui aussi de l'égyptien ancien, par le biais du grec stimmida, forme accusative de stimmi,.
En hébreu ancien, on retrouve le terme פּוּך pûk, étymologiquement lié au grec φῦκος phûkos « algue, fard rouge »,,. En hébreu mishnaïque il apparaît sous le nom de כוחל et le verbe כחל signifie « se peindre les paupières ».
En berbère (tamazight), le khol est appelé taẓult (« antimoine, nom d'un fard pour les yeux »), au pluriel tiẓul, termes lié à la racine pan-berbère et libyque ẒL.
En amharique, le terme utilisé est ኩል kul, tandis que le verbe ተኳለ täkʷalä signifie « mettre du khôl sur les paupières » (afin de faire ressortir la luminosité du regard par contraste).
En persan, il est appelé سرمه sormeh, issu du turc sürme « dessiner », qui donné en bengali et en ourdou surma (সুর্মা, سرمہ) ainsi que le mot russe сурьма surʹmá « antimoine ».
Dans certaines langues sud-asiatiques, le terme kājal ou kajol est utilisé.
Avec l'article arabe « al », ce terme mot a pris plus tard le sens d'une essence fine et a donné lieu à la formation du mot « al-cohol »/ « al-kohol », désignant toute substance très épurée ou distillée, dont l'alcool.

## Fonctions

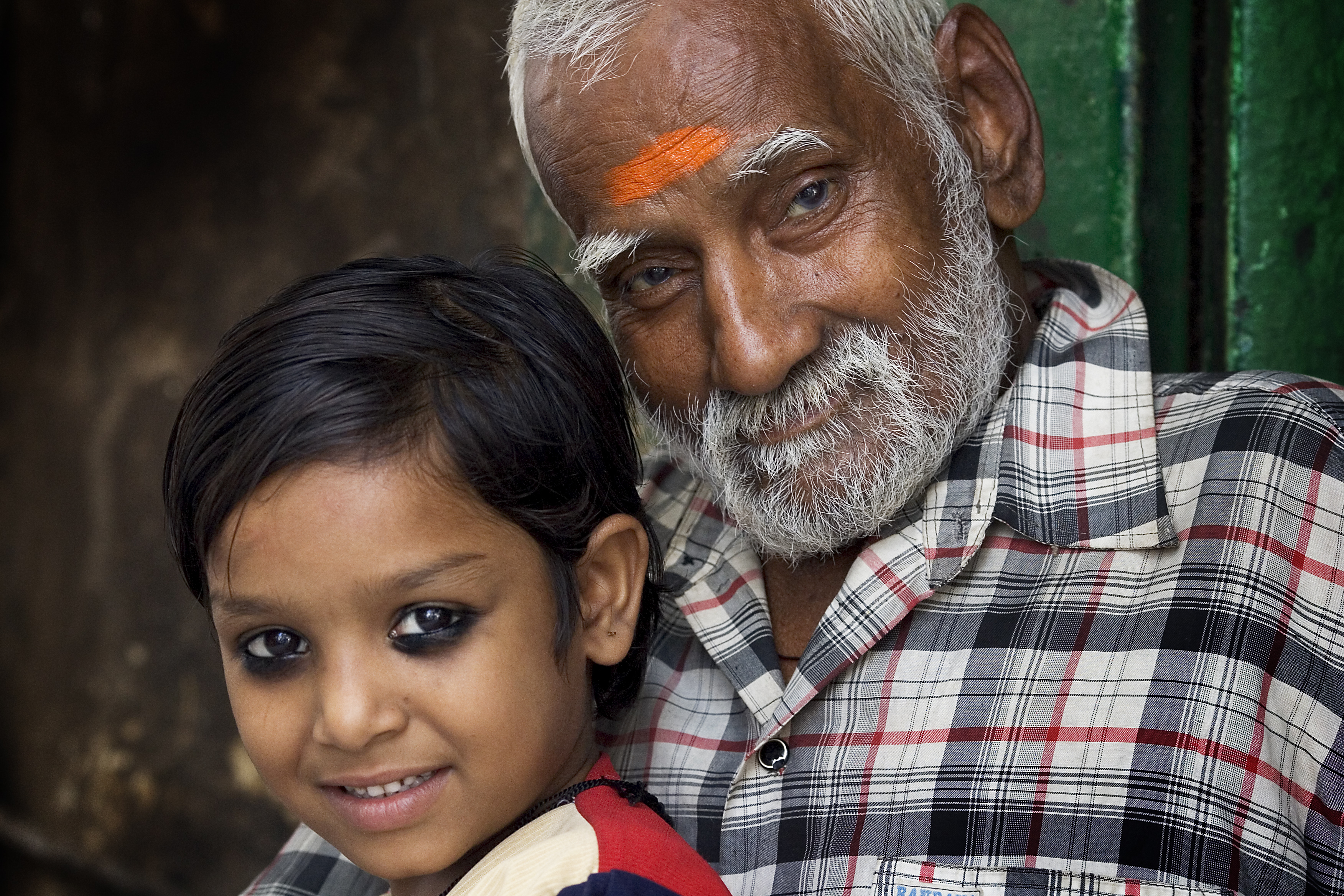
Vendeur de nourriture et sa petite-fille avec du kajal indien, Varanasi en Inde

Depuis l'antiquité, le plomb semble avoir été utilisé sous plusieurs formes non présentes dans la nature. Ce cosmétique remplit plusieurs fonctions : esthétique (technique de maquillage du smoky-eye ou yeux charbonneux, qui consiste à créer un halo noir tout autour de l'œil), magique (protection contre les mauvais esprits), prophylactique et thérapeutique (protection des infections oculaires causées notamment par les vents sablonneux), protection anti-éblouissement à l'instar de l'eye black.
Les manuscrits gréco-romains (cent ans avant notre ère) signalaient déjà deux sels de plomb non naturels, synthétisés il y a 4 000 ans pour le maquillage ou pour soigner les yeux ou le visage. Ces compositions ont pu être confirmées par l'analyse de restes de fards trouvés dans les tombes, égyptiennes notamment ; ces fards étaient le plus souvent à base de plomb (mélange noir de sulfure de plomb obtenu en broyant de la galène naturelle) et de substances blanches, naturelles ou synthétisées à partir notamment de sels de plomb (laurionite notamment, qui est un chlorure de plomb que les premiers « chimistes » de l'Égypte antique savaient déjà synthétiser en brassant dans de l'eau tiède de la litharge et du chlorure de sodium). En soutirant l'eau et donc la soude, ils pratiquaient un déplacement d'équilibre favorisant la laurionite qui précipitait au fond du bassin de brassage.
Synthèse de la laurionite : PbO  +  NaCl +  H2O  → Pb(OH)Cl +  NaOH
litharge      sel       eau        laurionite     soude
Les textes de médecins grecs (comme Dioscoride) et romains (Pline l'Ancien) insistent sur le rôle capital de ces substances pour le soin aux yeux. Une étude en 2010 a montré que de très faibles doses de plomb appliquées sous forme de laurionite aux cellule de la peau ne les tuait pas, mais induisait en réaction la production par une enzyme cellulaire de monoxyde d'azote, molécule connue pour activer le système immunitaire (bactéricide naturel).

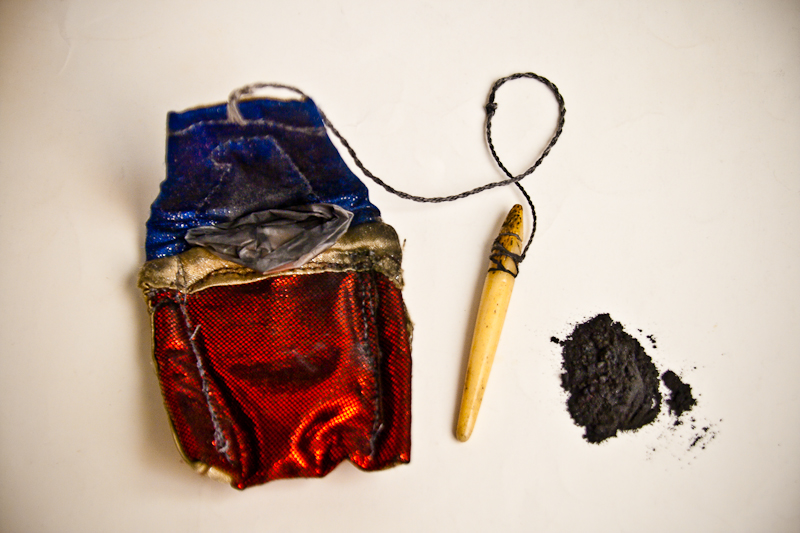
Pochette, stylet d'application et khôl, régions kurdes

Les fards à base de plomb libéraient lentement des ions Pb2+ (acétate de plomb) dans la peau. Une partie de ces ions migraient vers l'œil, via le liquide lacrymal principalement. Même à faible dose, l'acétate de plomb est toxique, mais à « très faible dose », c'est-à-dire à des concentrations infinitésimales (sub-micromolaires ; 0,2 µmol suffit), les ions acétate de plomb se montrent in vitro capable de renforcer la défense immunitaire des cellules sans les tuer, ce qui était probablement utile en cas d'infection bactérienne oculaire.
Le monoxyde d'azote (NO) semble ici jouer un double rôle :
- C'est un médiateur du système immunitaire, qui attire des macrophages dans une zone infectée ;
- C'est aussi un régulateur de la pression sanguine, et il favorise le passage des macrophages au travers des parois des capillaires et vaisseaux sanguins.

On ignore toujours comment les Égyptiens ont découvert cette propriété des très faibles doses de laurionite, et comment ils ont appris à synthétiser la laurionite (qu'on peut aussi trouver dans les scories de plomb argentifère, mais qu'il faut épurer).

## Histoire
Durant l'histoire, le fard noir fut particulièrement utilisé par les Égyptiens, les Sémites (Assyriens, Phéniciens, Hébreux, Babyloniens, Arabes, etc.), les Couchites et les Amazighs, de l'Antiquité jusqu'à nos jours.

### Égypte antique

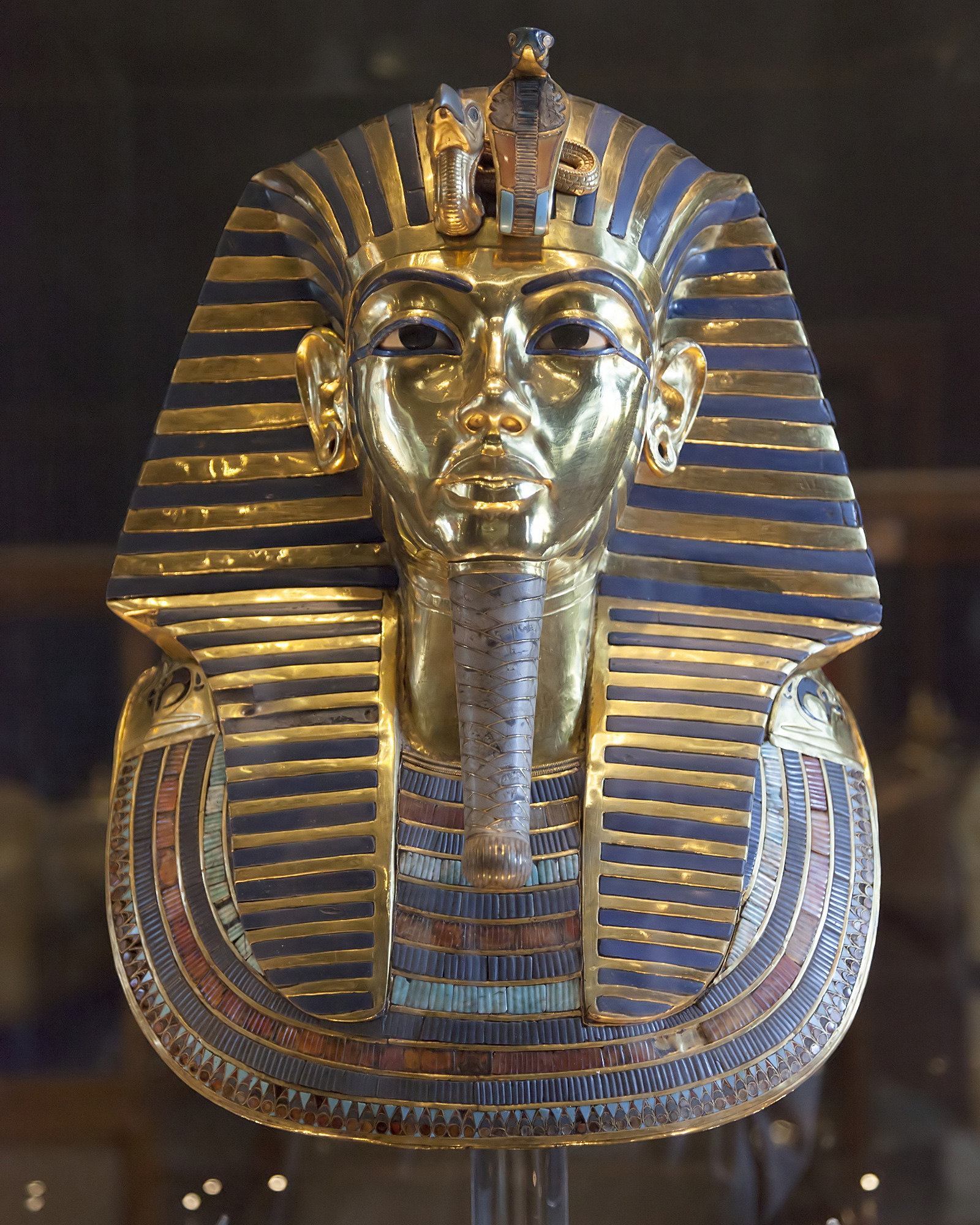
Masque funéraire en or du pharaon Toutânkhamon, dont les yeux sont peints de mesdemet.

Les Égyptiens utilisaient la mesdemet en tant que collyre pour prévenir et soulager des infections oculaires, et pour protéger les yeux des fortes réfractions de la lumière du désert (dšrt, desheret).

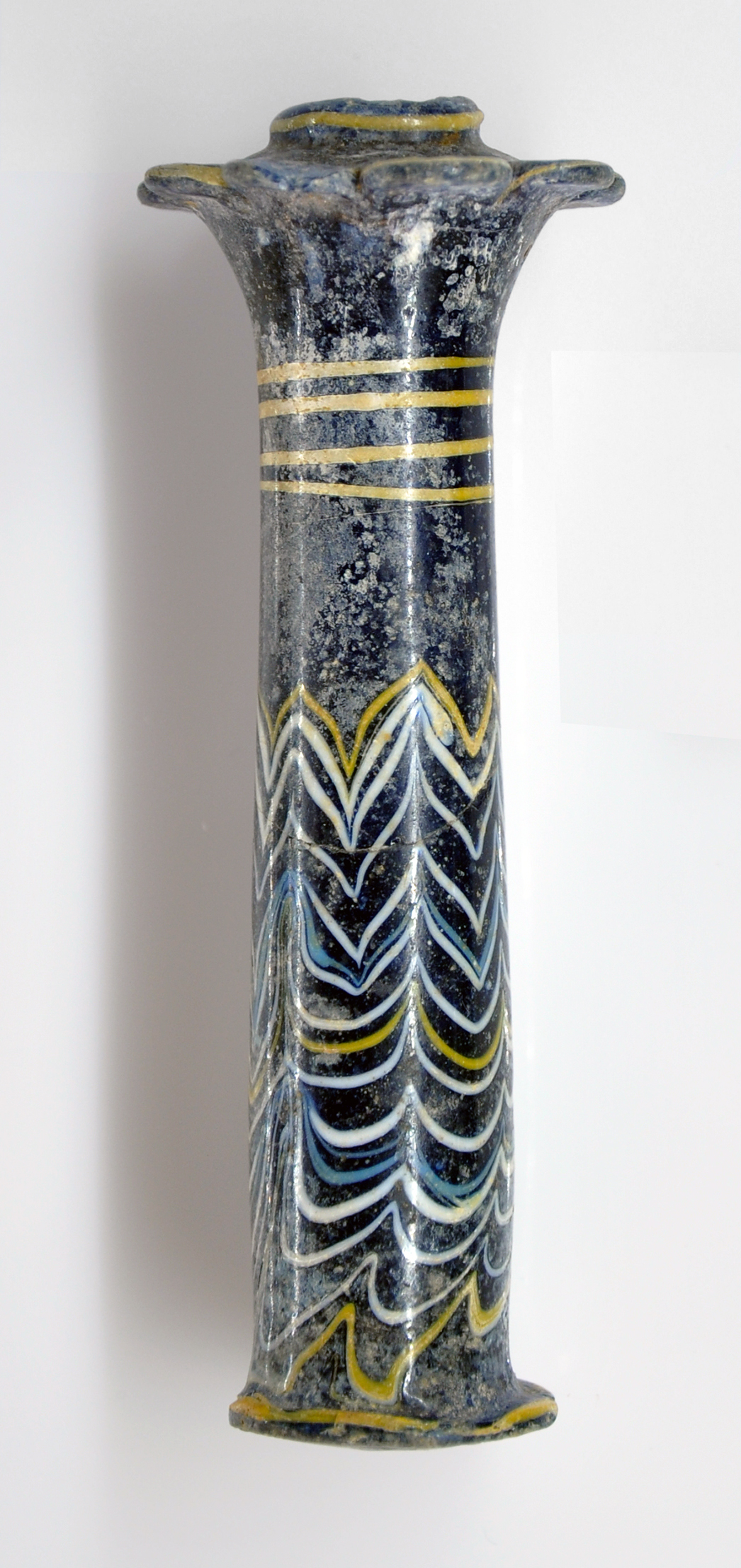
Fiole à khôl (long. 8 cm env.), Egypte, - av. J.-C. Musées Royaux d'Art et d'Histoire de Bruxelles

Le pharaon et ses sujets semblent avoir été également conquis par l'effet esthétique que conférait la mesdemet à leur regard, et femmes et hommes l'utilisaient pour se maquiller. On en trouve de nombreux exemples dans l'iconographie égyptienne antique.
En Égypte, un papyrus contenant l’œuvre poétique connue sous le nom du « grand poème d'Amour » révèle un des emplois de ce produit. L'héroïne de ce poème, une jeune fille, expose qu'un jeune homme l'a troublée à ce point qu'il lui a détraqué le cœur. « Ce cœur, dit-elle, ne me laisse plus me conduire comme les autres... Il ne me laisse plus me chercher une robe, ni me parer de mon éventail ; il ne me laisse plus mettre de la mesdemet sur mes yeux. ». Ainsi, la mesdemet est avant tout un fard oculaire. À l'origine, l'application d'un trait noir autour des paupières est une précaution contre l'éclat du soleil ; les Égyptiens d'aujourd'hui recourent encore parfois à ce procédé. Mais l'intention cosmétique est prédominante chez les femmes qui dessinent, à partir de l'angle externe de l'œil, un faux sourcil prolongé jusqu'au-dessus de l'oreille.
Un message de l'Au-delà (ou du moins un papyrus qui a la prétention de nous en donner la teneur) a été adressé par un certain Pay, qui écrit ceci à son fils Parahotep : « Ne t'arrête pas de pleurer sur moi, car je suis dans les ténèbres... Apporte-moi donc un peu de miel pour mes yeux, et en plus de la graisse de... et de la mesdemet vraie. Fais-le, je te prie, fais-le... Je veux avoir mes yeux, ils ne sont pas là ! ». Ceci prouve que l'ingrédient en question entrait dans certaines préparations pharmaceutiques, plus particulièrement dans les collyres. On le conservait dans des fragments de roseaux ou même dans de luxueux étuis, où nos archéologues en ont retrouvé des traces, ce qui a permis à nos chimistes d'en déterminer la composition. On avait cru longtemps qu'il s'agissait d'antimoine, parce que les textes hébreux et les traités de Dioscoride et de Pline signalent la seule utilisation du stibium comme calliblépharique. Or, sur une quarantaine de collyres égyptiens soumis à l'analyse, un seul s'est révélé comme étant du sulfure d'antimoine. Les autres sont du sulfure de plomb, autrement dit de la galène, produit d'ailleurs commun en Égypte.

### Israël antique
Le fard était porté dans l'ancien Israël ; le nom de la fille de Job, Keren Happuch, signifie littéralement « fard de corne d'oeil » (Job 42: 14).
Chez les Israélites de religion juive[Lesquels ?], le fard pour les yeux était fréquemment associé aux femmes de mauvaise réputation ou de mauvaise intention : « Quand Jéhu est venu à Jezraël, Jézabel en a entendu parler ; elle a peint ses yeux avec du khôl (« wattāśem bappûk »), et a orné sa tête et a regardé par la fenêtre » (2 Rois 9:30). Pour Jérémie, Jérusalem peut être personnifiée comme une prostituée : « Et toi, ô désolée, qu'est-ce que cela veut dire que tu t'habilles en pourpre, que tu te décores avec des ornements d'or, que tu agrandis tes yeux avec du khôl ( « tiqrĕ'ĭ bappûk »)? » (Jér. 4:30). De même, Ézéchiel décrit Jérusalem infidèle comme la prostituée Oholobah : « Ils ont même envoyé des hommes de loin, à qui un messager a été envoyé, et ils sont venus. Pour eux, vous vous êtes baignée, vous avez peint (« kaḥal ») vos yeux et vous êtes parée avec des ornements » (Ézéchiel 23:40).
Jésabel ayant appris que Jéhu devait entrer dans Samarie, se farda les yeux avec de l'antimoine, ou selon l'hébreu, se mit les yeux dans l'antimoine, elle se les frotta entièrement, ou même elle les plongea dans le fard pour parler à cet usurpateur et pour se montrer devant lui.
Comme les yeux grands, bien fendus et noirs passaient pour les plus beaux, ceux et celles qui avaient soin de leur beauté, se frottaient les yeux, le tour de l'oeil et la paupière avec une aiguille trempée dans une boite de fard d'antimoine pour se noircir l'oeil, pour étendre la paupière ou plutôt pour la replier, afin que l'oeil en paraisse plus grand. Encore aujourd'hui, les femmes syriennes, arabes et babyloniennes se frottent et se noircissent le tour de l'œil ; et tant les hommes que les femmes, dans le désert, se mettent du noir dans les yeux pour se les conserver contre l'ardeur du soleil et contre la vivacité de ses rayons. M. Darvieux dit que les femmes arabes bordent leurs yeux d'une couleur noire composée avec de la tutic que les Arabes appellent kehel. Elles tirent une ligne de ce noir en dehors du coin de l'oeil pour le faire paraître plus fendu. Isaïe (Is 3 :2), dans le dénombrement qu'il a fait des parures des filles de Sion, n'y a pas oublié les aiguilles dont elles se servaient pour peindre leurs yeux et leurs paupières.
Jérémie (Jer 4 :50) parlant aux filles de Sion : « En vain vous vous revêtirez de pourpre et vous mettrez vos colliers d'or, en vain vous vous peindrez les yeux avec l'antimoine : vos amants vous mépriseront ». Et Ezéchiel (Ez 23 :48) découvrant les dérèglements de la nation juive sous l'idée d'une femme débauchée, dit qu'elle s'est baignée, qu'elle s'est parfumée, qu'elle a frotté ses yeux d'antimoine, qu'elle s'est parée, qu'elle s'est assise sur un très-beau lit et devant une table bien couverte, etc. Job (Job 42 :14) marque assez l'estime que l'on faisait de l'antimoine, en donnant à une de ses filles le nom de vase d'antimoine ou de boite à mettre ce fard : cornu stibii. L'auteur du livre d'Enoch dit que dès avant le Déluge, l'ange Azléel apprit aux filles l'art de se farder.

### Autres pays
Cyprien de Carthage, berbère converti au christianisme, reprocha à de nombreuses reprises aux dames de la bonne société l'usage du khol pour mettre en valeur les yeux.
Tertullien et saint Cyprien ont fort déclamé contre cette coutume usitée en Afrique, même parmi les hommes, de se peindre les yeux et les sourcils : Inauge oculos tuos non stibio diaboli, sed collyrio Christi, dit saint Cyprien. Pline parlant des dames romaines, dit qu'elles se fardaient jusqu'aux yeux : Tanta est decoris affectatio, ut tinguantur oculi quoque. Flavius Josèphe fait le même reproche aux séditieux qui prenaient le nom de Zélés et qui s'étaient emparés du temple de Jérusalem.
Le roi assyrien Sardanapale se peignait les yeux et les sourcils.
Dans le folklore arabe, Zarka al-Yamama est réputée comme l'inventrice du khôl.
Certains peuples Nordiques et Scandinaves tels que les Germains, dont les Vikings, utilisaient le khôl et ce autant par les hommes que les femmes. Attrait esthétique considéré comme un critère de beauté, son rôle était aussi protecteur consistant à protéger les yeux de l'éblouissement solaire dû aux rayons du soleil reflétés par la neige.. La poudre composée d’antimoine broyé, d’amandes grillées, de plomb, de cuivre oxydé, d’ocre, de bois brûlé, de malachite et de chrysocolle.
Dans les archives et chroniques du philosophe politique andalou Al-Tartushi alias Abraham Ben Jacob, celui-ci émet des descriptions physiques sur les Norvégiens, impressionné par l'eye-liner des Norvégiens à Hedeby (Schleswig). Al-Tartushi avance : « Il existe également un maquillage artificiel pour les yeux, dont la beauté ne s'estompe jamais, au contraire, elle augmente chez les hommes comme chez les femmes. ».
Chez les guerriers scandinaves, le khôl comme pour les peintures faciales, a pu jouer un rôle lié à l'intimidation des ennemis, mais aussi pour imiter les Dieux nordiques qu'ils vénéraient.

## Archéologie

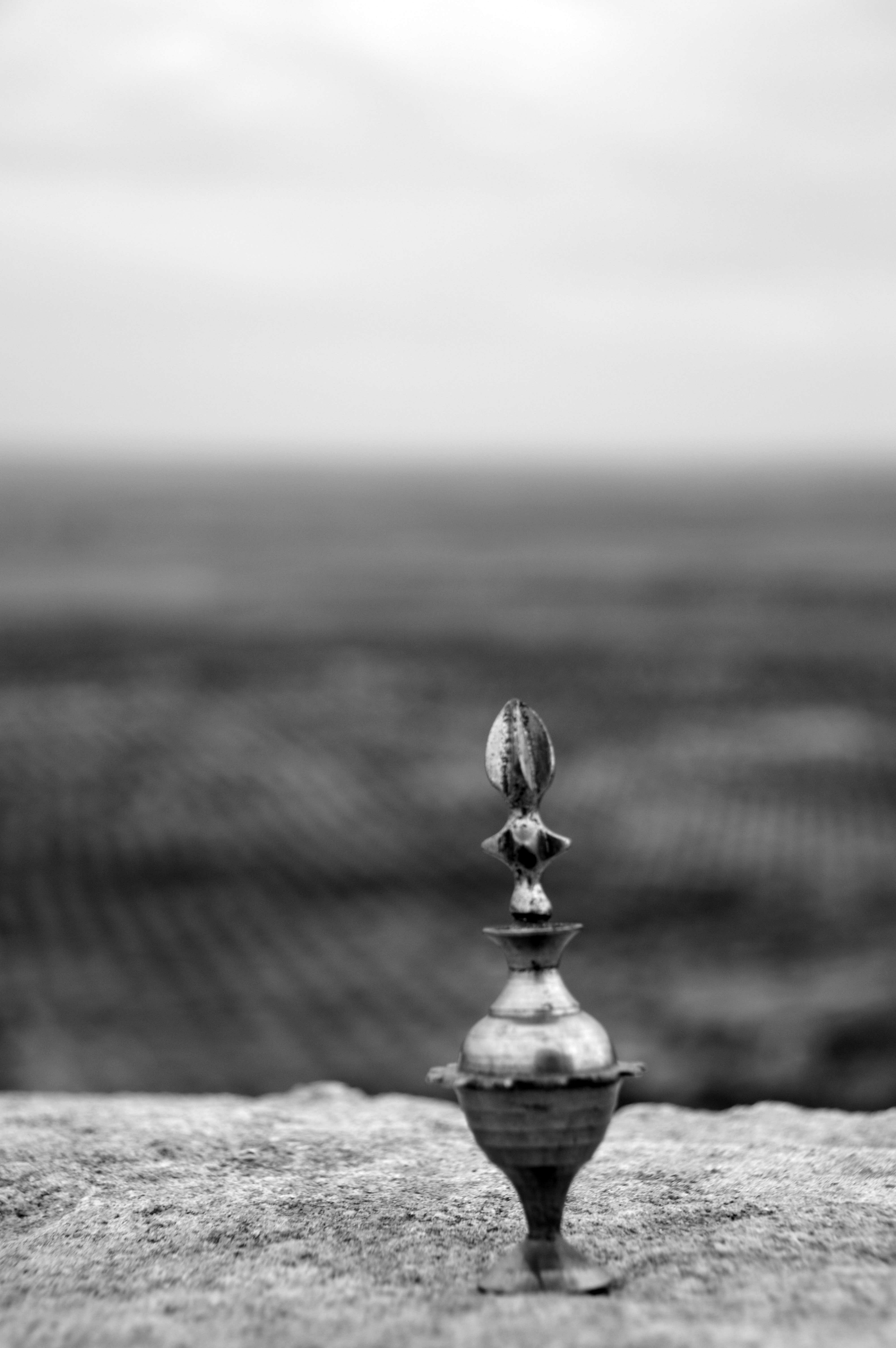
Flacon à khôl, Tunisie

Parmi les quatre des cinquante-deux objets du Département des Antiquités Égyptiennes au Musée du Louvre, dont le contenu a été étudié, l'un d'eux est un fard qui comporte une colonne de hiéroglyphes indiquant que le fard est de la « mesdemet » (fard noir) véritable d'excellente qualité.
Dans le territoire dans l'ancienne Phénicie des pots et bâtonnets de khol ont été retrouvés avec d'autres objets dans boîtes contenant des articles de toilette,.
Parmi les nombreux monuments mégalithiques que comporte l'Éthiopie, des petites bouteilles ont été découvertes dans des monuments du Chercher, dont l'une, trouvée dans le monument à chambre circulaire et cellule latérale de Raré à Dobba, était remplie de khôl.

## Composition
Les recettes traditionnelles de cette poudre varient d'Ouest en Est dans la région MOAN, de l'Irak au Maroc, chaque région et chaque famille ayant ses propres recettes et variations.
L'une des recettes classiques consistait à mélanger en proportions égales du sulfate de cuivre, de l'alun calciné, du Zenjar et quelques clous de girofle, puis de réduire les différents ingrédients dans un mortier. Au Maghreb, notamment au Maroc[réf. nécessaire], on y ajoutait de l'huile d'olive pour le rendre plus doux à l'application.
Traditionnellement, on l'applique sur le bord interne de la paupière en utilisant un bâtonnet en bois appelé mirwed. Après l'avoir enduit de khôl, on glisse le bâtonnet entre les deux paupières jointes et, par un mouvement de va-et-vient, le khôl souligne harmonieusement l'œil ou la paupière.